# Ernst Meyer (Versicherungsmanager)
Ernst Rudolf Meyer (* 9. Februar 1908 in Allenstein; † 7. März 1972 in Garmisch-Partenkirchen) war ein deutscher Versicherungsjurist.

## Leben
Als Sohn eines Generaldirektors der Feuersozietät Ostpreußen und seiner Frau Helene geb. Burow besuchte Meyer das Königliche Wilhelms-Gymnasium in Königsberg i. Pr. Nach dem Abitur 1926 arbeitete er in einer Königsberger Eisenbahnwerkstatt und bereiste Dänemark und Schweden. Ab dem Wintersemester 1926/27 studierte er Rechtswissenschaft, Philosophie, Geschichte und Kunst an der Ludwig-Maximilians-Universität München. Dort wurde er Mitglied des Corps Franconia. Die Franken schickten ihn 1928 im 4. Aktivensemester nach Köln, um die dort gerade rekonstituierte Tigurinia zu stützen. Meyer beendete sein
Studium an der Albertus-Universität Königsberg, wo er 1930 das Referendarexamen ablegte. Das Assessorexamen machte er im Januar 1935 in Berlin.
Da seine Mutter nach nationalsozialistischer Definition „Halbjüdin“ war, wurde ihm die Zulassung zum Staatsdienst verwehrt. So trat er im März 1935 als Volontär in die Allianz-Versicherung, bei der er zeitlebens blieb. Im Januar 1940 wurde er Direktor der Königsberger Filiale für Ost- und Westpreußen.

### Drittes Reich
Gleich nach dem Wahlsieg und der Machtergreifung der Nationalsozialisten kam er in Berührung mit Carl Friedrich Goerdeler und seinem Bruder Fritz Goerdeler. Um sie formierte sich 1934 nach dem Röhm-Putsch die Königsberger Widerstandsgruppe, in der sich Meyer bis zum Attentat vom 20. Juli 1944 aktiv engagierte.
Schon vor dem Zweiten Weltkrieg hatte Meyer im 1. Ostpreußischen Grenadierregiment Nr. 1 „Kronprinz“ gedient. Mit ihm kämpfte er ab 1942 im Deutsch-Sowjetischen Krieg, zuletzt als Oberleutnant und Kompaniechef in der Schlacht um Ostpreußen. Er wurde mit beiden Eisernen Kreuzen, dem Sturmabzeichen, der Nahkampfspange und dem Verwundetenabzeichen ausgezeichnet. Durch mehrere Verwundungen nicht mehr infanterietauglich, diente er zuletzt bei einem Stab an der Oderfront (1945). Er geriet in britische Kriegsgefangenschaft, aus der er im August 1945 entlassen wurde.

### Neuanfang
Mit „nichts als einer zerrissenen Hose“ machte er sich an den Neuanfang. 1945 ernannte ihn die Allianz zum Bevollmächtigten für die Britische Besatzungszone. Im Oktober 1946 wurde er stellvertretendes, ein Jahr darauf ordentliches Vorstandsmitglied in Berlin-Charlottenburg, später in Hannover und Stuttgart. Am 1. Juni 1952 wurde er als ordentliches Vorstandsmitglied in die Allianz-Versicherungs-AG berufen. Zunächst für die Kraftfahrzeugversicherung zuständig, wurde er Organisationschef und einer der beiden Stellvertreter des Vorstandsvorsitzenden.
1966 schenkte „Kraft-Meyer“ dem Göttinger Studentenwohnheim Collegium Albertinum die Büste seines Urgroßvaters Karl Heinrich Burow, die er auf dem Hamburger Glockenfriedhof gefunden hatte. Sie ist das einzige Königsberger Denkmal, das in den Westen gerettet wurde.
1971 war Meyer bei der Gründung der Geneva Association vertreten, einer in den Themengebieten des Risikomanagements und des Versicherungsbereichs tätigen privaten internationalen Forschungseinrichtung.
Als er nach kurzer Krankheit „in den Sielen“ gestorben war und beerdigt wurde, hielt Franz Josef Strauß die Grabrede. Meyer war dreimal verheiratet und hinterließ eine Tochter aus erster Ehe.

### Corpsstudent
Meyer war zeitlebens ein engagierter Corpsstudent. Seinen Bemühungen haben die Franken das 1962 eingeweihte Corpshaus in Bogenhausen zu verdanken. In der Mensur sah er eine der letzten Einrichtungen, die dem Corpsstudententum Farbe und Eigenart geben.

„Uns Lebenden bleibt die Pflicht dafür zu wirken, daß ein solcher Mißbrauch (wie der Mißbrauch der aus Pflichterfüllung gegenüber dem Vaterland unter Hitler gebrachten Opfer) nie wieder möglich wird. Mögen bei Franconia Männer heranwachsen, denen die Kraft gegeben ist, diesen Auftrag zu erfüllen, die bereit sind alles einzusetzen, wenn die teuer erkaufte Freiheit bedroht werden sollte.“

## Ehrenämter
- Vorsitzender des Philistervereins der Münchener Franken (1958)
- Vorsitzer des Präsidiums vom Gesamtverband der Deutschen Versicherungswirtschaft (1966)
- Präsident und Ehrenpräsident des Verbandes der Haftpflicht-, Unfall und Kraftverkehrsversicherer
- Vizepräsident des Deutschen Verkehrssicherheitsrats
- Kuratoriumsmitglied des Stifterverbandes für die Deutsche Wissenschaft
- Ost-Ausschuss der Deutschen Wirtschaft
- Vorsitzender des Wirtschaftsausschusses im Wirtschaftsrat der CDU
- Gründer und Vorsitzender des Vereins der Freunde und Förderer der Glyptothek

Beirat
Bundesministerium für Wirtschaft
Bundesaufsichtsamt für das Versicherungs- und Bausparwesen
Bayerische Vereinsbank
Allgemeine Kreditversicherung AG
Aufsichtsrat
Klöckner-Humboldt-Deutz AG
Gutehoffnungshütte
Hermes Kreditversicherungs-AG

## Ehrungen
- Großes Verdienstkreuz der Bundesrepublik Deutschland (1968)
- Bayerischer Verdienstorden (1970)
- Ehrensenator der Verkehrsakademie Hamburg